# Moses Tanui
Moses Tanui (Distrito Nandi, Kenia, 20 de agosto de 1965) es un corredor keniano de larga distancia que obtuvo la medalla de oro en la prueba de 10.000 metros del Campeonato Mundial de Atletismo de 1991 celebrado en Tokio y la medalla de plata en la misma prueba del Campeonato Mundial de Atletismo de 1993 celebrado en Stuttgart.
En 1993 rompió el récord de la hora en media maratón al registrar 59'47", marca que se mantuvo durante cinco años. En 1995 ganó el Campeonato Mundial de Media Maratón.
En 1996 y 1998 fue el ganador del Maratón de Boston. En el 2000 obtuvo la 3ª plaza en el Maratón de Chicago y en el 2002 llegó en primer lugar en el Maratón de Viena.
En el año 2004 participó en el Maratón Internacional de Seúl, pero tuvo que retirarse por una lesión de rodilla. Posteriormente se dedicó a entrenar a otros atletas en Kaptagat. En febrero de 2010 tuvo un accidente de tráfico cerca de la ciudad de Nakuru, en el cual solo sufrió heridas leves, sin embargo el conductor del vehículo, el antiguo corredor David Lelei, pereció en el accidente.